# Мингалей
Мингалей (англ. Mingulay) — остров в группе островов Епископа, архипелаг Внешние Гебридские острова, северо-западная Шотландия. Расположенный в 19 километрах к югу от Барры, он известен своими важными популяциями морских птиц, в том числе тупиками, обыкновенными моевками и гагарками, гнездящимися на морских утесах, которые являются одними из самых высоких на Британских островах. После двух тысяч лет непрерывного проживания остров был оставлен гэльско-говорящими жителями в 1912 году и с тех пор остается необитаемым.

## География
Остров имеет овальную форму, вытянут с севера на юг. Площадь Мингалея составляет 640 гектаров (6,4 км²). Наивысшей точкой острова является гора Карнан (273 метра).

## Орнитофауна
На острове обитает большая популяция морских птиц, он также является важным местом размножения гагарок (9514 пар, 6,3 % европейской популяции), тонкоклювых кайр (11 063 пары) и черноногих моевок (2939 пар). На морских скалах также гнездятся бакланы (694 особи), глупышки (11 626 пар), тупики (2072 пары), буревестники, обыкновенные крачки, арктические крачки и различные виды чаек. Обыкновенные буревестники гнездились на острове до конца 18 века, когда их прогнали тупики, и там также были зарегистрированы тысячи буревестников.

## Галерея

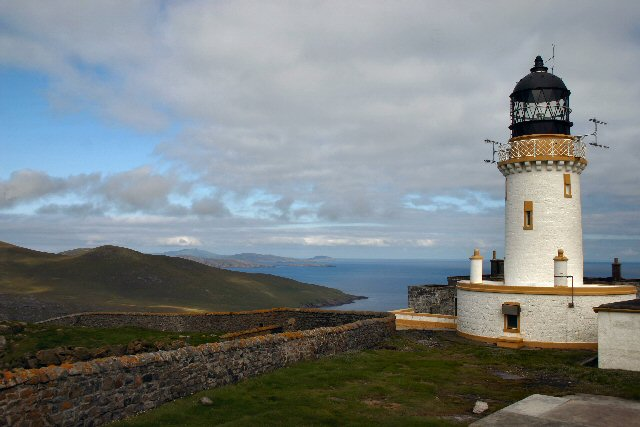
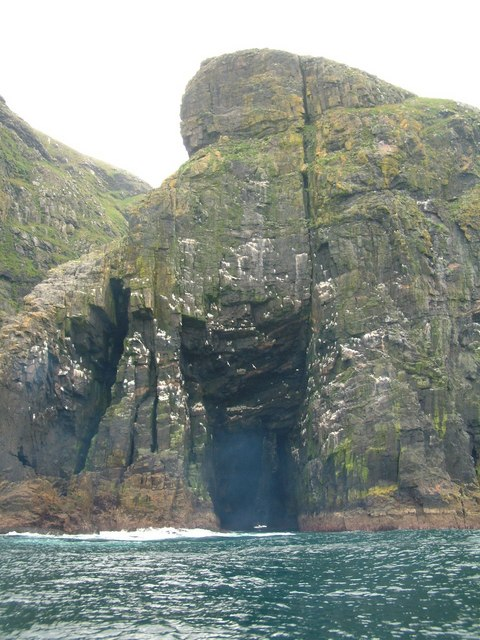
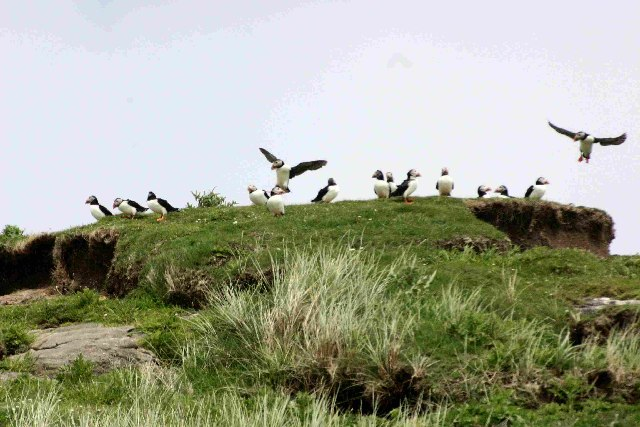